# Toghtigin
Ẓahīr al-Dīn Ṭoghtigīn, o semplicemente Tuğtekin, Tugtekin o Togtekin (in turco ﻇﻬﻴﺮ ﺍﻟﺪﻳﻦ ﻃﻐﺜﻜﻴﻦ; ... – 12 febbraio 1128), è stato un condottiero e politico turco che fu atabeg e governò Damasco, dapprima alle dipendenze di Shams al-Mulūk Duqāq e poi, tra il 1104 e il 1128 come unico responsabile dei suoi affari politici e militari. Fu il fondatore della dinastia buride di Damasco.

## Biografia
Ẓahīr al-Dīn Ṭoghtigīn era un mamelucco militare del sultano selgiuchide Malikshāh, passato alla sua morte al servizio del nipote, e re di Damasco. Nei caotici anni delle guerre di successione a Malikshāh, Toghtigin fu inviato a prendere nuovamente possesso della cittadina di Jabala, che si era ribellata contro il qāḍī di Tripoli, ma non riuscì nell'impresa.
In occasione dell'assedio di Antiochia (21 ottobre 1097, un esercito crociato si presentò davanti alle porte di Antiochia. L'emiro locale, Yaghisiyan, sebbene nominalmente vassallo di Ridwān, chiese aiuto a Duqaq affinché mandasse una forza armata in suo soccorso. Duqāq inviò Toghtigīn, ma il 31 dicembre 1097, egli fu sconfitto da Boemondo di Taranto e da Roberto II di Normandia, detto Cosciacorta, e fu costretto a ritirarsi. Un nuovo tentativo fu provato da una forza congiunta affidata a Kerbogha, emiro di Mosul, e a Toghtigin. Anch'essa fu comunque sconfitta dai Crociati il 28 giugno 1098.
Quando i Crociati si mossero verso sud dalla città di Antiochia da poco conquistata, il qadi di Jabala consegnò la sua città a Duqāq, che v'insediò come governante il figlio di Ṭoghtigīn, Tāj al-Mulūk Būrī. 
La sua conduzione tirannica tuttavia lo portò presto alla caduta. Nel 1103 Toghtigīn fu destinato da Duqāq a prendere possesso di Homs su richiesta dei suoi stessi abitanti, dopo che il suo emiro, Janāh al-Dawla era stato assassinato su ordine di Riḍwān di
L'anno seguente Duqaq morì e Ṭoghtigīn, ora in veste di Reggente ma de facto governante a pieno titolo, proclamò Emiro di Damasco il giovane figlio di Duqāq, Tutush II, mentre egli stesso sposava la vedova di Duqāq e riservava per se stesso il titolo di atabeg (formalmente "tutore", ma di fatto "Governatore"). Prima ancora che, in modo del tutto inatteso, il giovanissimo erede Tutush II morisse prematuramente, Toghtigin invitò a Damasco, perché assumesse le funzioni di re un fratello di Duqāq, Muhyi al-Dīn Irtāsh, fino ad allora costretto a vivere in esilio, per volontà di Duqāq, nella fortezza di Baalbek.
Irtāsh però, poco dopo il suo arrivo a Damasco (dove Ṭoghtigīn l'aveva accolto con tutti gli onori dovuti al suo rango), temendo che l'atabeg stesse ordendo qualche complotto contro di lui, pensò di sbarazzarsi di Ṭoghtigīn e della stessa intrigante madre di Duqāq, Ṣafwat al-Mulk ma si convinse in quello stesso 1104 che per lui era più sicuro abbandonare Damasco e rifugiarsi a Baalbek, dove godeva di appoggi e soldati.
Qui fu raggiunto da Aitegīn di Aleppo, signore di Bosra. Dopo aver depredato la regione del Hawran entrambi si recarono da re Baldovino I a Gerusalemme per cercare di ottenere il suo appoggio.
Di fronte alle perplessità di Baldovino, fuggirono allora nella regione di al-Rahba.
Attorno al 1106 Ṭoghtigīn intervenne per levare momentaneamente l'assedio alla città di Tripoli da parte dei Crociati, ma non poté evitare la caduta definitiva della città. Nel maggio del 1108 riuscì invece a sbaragliare una piccola forza cristiana comandata da Gervasio di Bazoches, signore di Galilea; a Gervasio fu proposta la libertà in cambio dei suoi domini, ma egli rifiutò e fu così giustiziato. Nell'aprile del 1110 Ṭoghtigīn assediò ed espugnò Baalbek e nominò suo figlio Būrī suo governatore.
In seguito, nel novembre 1111, la città di Tiro, che era assediata dalle truppe di Baldovino, pose se stessa sotto la protezione di Ṭoghtigīn. Egli, sostenuto da forze fatimidi, intervenne, obbligando i Crociati a togliere l'assedio alla città libanese il 10 aprile 1112; tuttavia rifiutò di prender parte allo sforzo anti-crociato proposto da Mawdud di Mosul, temendo che quest'ultimo potesse trarre vantaggio dall'impresa e allargare il proprio dominio all'intera Siria.
Nondimeno, nel 1113, i due comandanti musulmani si allearono in risposta agli attacchi di Baldovino I di Gerusalemme e di Tancredi d'Altavilla. Il loro esercito assediò Tiberiade, ma non fu in grado di espugnarla, malgrado avesse colto una netta vittoria nella Battaglia di al-Sannabra, e Ṭoghtigīn e Mawdud furono così costretti a ritirarsi a Damasco allorché rinforzi e rifornimenti crociati erano ormai sul punto di giungere alle truppe cristiane combattenti. 
Durante il suo soggiorno in città, Mawdūd cadde assassinato dagli Hashshashin (2 ottobre 1113); gli abitanti accusarono Ṭoghtigīn del misfatto. Nel 1114 questi firmò un'alleanza contro i Crociati col nuovo Emiro di Aleppo, Alp Arslan, ma costui fu a sua volta assassinato poco tempo dopo.
Nel 1115 Ṭoghtigīn decise di allearsi con il Regno di Gerusalemme contro il generale selgiuchide Aq Sunqur Bursuqi, che era stato inviato dal Sultano selgiuchide a combattere i Crociati. L'anno seguente, ritenendo i Crociati troppo potenti, si recò in visita a Baghdad per ottenere il perdono del Sultano, malgrado conservasse gelosamente la sua autonomia politica e militare, per evitare di restare stritolato dalle due superiori forze crociate e selgiuchidi.
Alleato con Ilghazi di Aleppo, attaccò Athareb, nel Principato cristiano di Antiochia, ma fu sconfitto nella battaglia di Hab il 14 agosto 1119. A giugno dell'anno dopo inviò aiuti a Ilghazi, che era ancora sotto pericolo di annichilimento nel medesimo posto. Nel 1122 i Fatimidi, non più in grado di difendere Tiro, affidarono la città a Ṭoghtigīn, che v'insediò una guarnigione, che tuttavia non fu capace di evitare la conquista di Tiro da parte cristiana il 7 luglio del 1124.
Nel 1125, Aq Sunqur Bursuqi, al momento padrone di Aleppo, comparve nel territorio di Antiochia alla testa di un numeroso esercito, di cui faceva parte Ṭoghtigīn. I due furono però sconfitti nella battaglia di Azaz l'11 giugno 1125. Il gennaio successivo anche Ṭoghtigīn dovette impegnarsi a respingere un'invasione di Baldovino II di Gerusalemme. A fine 1126 invase a sua volta il territorio del Principato di Antiochia assieme a Aq Sunqur Bursuqi, ma ancora senza risultati.
Ṭoghtigīn morì nel 1128. Gli succedette suo figlio Tāj al-Mulūk Būrī.
Nei componimenti sulle crociate in francese antico, Toghtigin è indicato come "Dodequin".